# Bratislavský kraj (1948–1960)
Bratislavský kraj (slovensky Bratislavský kraj) byl správní celek v Československu, který existoval v letech 1948–1960. Jeho centrem byla Bratislava. Kraj měl rozlohu 7 551 km².
Vznikl na západním Slovensku dne 24. prosince 1948 na základě zákona o krajském zřízení, podle kterého bylo k 31. prosinci 1948 zrušeno zemské zřízení. Krajský národní výbor byl zřízen k 1. lednu 1949. Bratislavský kraj se v roce 1955 členil na 16 okresů a město Bratislavu, která byla rozdělená na čtyři okresy. Kraj byl zrušen k 30. červnu 1960 zákonem o územním členění státu, podle kterého vznikly nové kraje. Území Bratislavského kraje bylo tehdy zahrnuto do Západoslovenského kraje.